# Konrad Frey
Konrad Frey (Bad Kreuznach, Imperi Alemany 1909 - íd., Alemanya Occidental 1974) fou un gimnasta artístic alemany, guanyador de sis medalles olímpiques.

## Biografia
Va néixer el 24 d'abril de 1909 a la ciutat de Bad Kreuznach, població situada a l'estat de Renània-Palatinat, que en aquells moments formava part de l'Imperi Alemany i que avui dia forma part d'Alemanya.
Va morir el 24 de maig de 1974 a la seva ciutat natal, que en aquells moments formava part de l'Alemanya Occidental.

## Carrera esportiva
Va participar, als 27 anys, als Jocs Olímpics d'Estiu de 1936 realitzats a Berlín (Alemanya nazi), on va aconseguir esdevenir l'esportista més guardonat en guanyar sis medalles. Així doncs, guanyà la medalla d'or en el concurs complet (per equips), barres paral·leles i cavall amb arcs; la medalla de plata la barra fixa i la medalla de bronze en el concurs complet (individual) i exercici de terra. Així mateix finalitzà divuitè en anelles i vintè salt sobre cavall.